# Prins Richard
Prins Richard til Sayn-Wittgenstein-Berleburg (tysk: Richard Prinz zu Sayn-Wittgenstein-Berleburg;  født 29. oktober 1934, død 13. marts 2017) var en tysk prins, der var familieoverhoved for fyrstehuset Sayn-Wittgenstein-Berleburg. 
Prins Richard var fra 1968 til sin død gift med Prinsesse Benedikte, søster til dronning Margrethe 2. af Danmark. De boede på familieslottet Berleburg Slot i Bad Berleburg i delstaten Nordrhein-Westfalen i Tyskland.

## Biografi

### Tidlige liv
Prins Richard blev født den 29. oktober 1934 i Gießen i Hessen som den ældste søn af prins Gustav Albrecht til Sayn-Wittgenstein-Berleburg (1907-1944) i hans ægteskab med den svenske grevinde Margareta Fouché d'Otrante, datter af den 6. Hertug d'Otrante. 
Hans farfar, Richard (1882-1925), havde været den sidste fyrste af det mediatiserede tyske fyrstendømme Sayn-Wittgenstein-Berleburg. Han mistede sin titel, da monarkiet blev afskaffet i Tyskland ved Novemberrevolutionen i 1918. Uofficielt fortsatte brugen af fyrstetitlen dog, også efter 1918.
Prins Richards far blev under anden verdenskrig meldt savnet under krigstjeneste i Rusland i sommeren 1944. Han blev dog først officielt erklæret død den 29. november 1969, hvorefter Richard også juridisk blev familieoverhoved, uden dog af den grund at gøre brug af titlen som fyrste.
Richard voksede op i Sverige hos sin morfar, hertugen af Otrante, på Elghammar Slot og gik i skole på kostskolerne i Viggbyholm og Sigtuna. Han studerede skovbrug på Göttingens Universitet i Hannoversch Münden og på Münchens Universitet. Efter sit studium indtrådte han i det Wittgenstein-Berleburgische Rentkammer med sæde på Berleburg Slot; Rentekammeret forvalter ca. 13.000 hektar skov i delstaten Nordrhein-Westfalen og har ejerandele i en række firmaer.

### Ægteskab
Ved den daværende prinsesse Beatrix af Nederlandenes bryllup i 1966 mødte prins Richard sin fremtidige hustru, prinsesse Benedikte af Danmark, datter af kong Frederik 9. og dronning Ingrid af Danmark. De giftede sig den 3. februar 1968 på Fredensborg Slot.
Ved ægteskabets indgåelse bevarede prinsesse Benedikte sin titel som Prinsesse til Danmark og sin plads i den danske tronfølge på en række betingelser:
- I tilfælde af at prinsesse Benedikte bliver nærmeste arving til tronen, skal hun tage permanent ophold i Danmark.
- Prins Richard skulle ligeledes tage permanent ophold og ansøge om dansk indfødsret.

Prins Richard fik derimod ikke titel af prins af Danmark og var dermed den eneste af kong Frederik 9.'s svigersønner, der ikke var dansk prins: Kong Konstantin er født Prins til Danmark, mens prins Henrik fik titlen Prins af Danmark, da han blev gift i 1967.
Prins Richard og prinsesse Benediktes børn fik også arveret til tronen, men ligeledes på en række betingelser:
- For at beholde arveret til tronen skal de (og deres arvinger): 
  - tage permanent ophold i Danmark,
    1. når de bliver nærmeste arving til tronen.
    2. dog senest når de når den undervisningspligtige alder efter dansk lovgivning.

  - ansøge om dansk indfødsret, når de bliver myndige.

Da ingen af deres børn har taget permanent ophold i Danmark i forbindelse med undervisningspligten, må de formodes at have fraskrevet sig retten til at arve den danske trone.

### Senere liv
Prins Richard sov pludseligt stille ind om aftenen d. 13. marts 2017, på slottet i Berleburg. Prinsen blev 82 år.

## Børn
- Gustav Frederik Philip Richard, født 12. januar 1969.
- Alexandra, prinsesse zu Sayn-Wittgenstein-Berleburg, født 20. november 1970.
- Nathalie, prinsesse zu Sayn-Wittgenstein-Berleburg, født 2. maj 1975.